# Radek Urban
Radek Urban (* 19. listopadu 1974) je bývalý český fotbalista.

## Fotbalová kariéra
V české lize hrál za Duklu Praha. Nastoupil v 1 ligovém utkání.

## Ligová bilance
| Ročník                          | Zápasy | Góly | Klub        |
| ------------------------------- | ------ | ---- | ----------- |
| 1. česká fotbalová liga 1993/94 | 1      | 0    | Dukla Praha |
| CELKEM 1. liga                  | 1      | 0    |             |